# Vallecillo (kommun i Honduras)
Vallecillo är en kommun i Honduras.   Den ligger i departementet Departamento de Francisco Morazán, i den centrala delen av landet, 50 km norr om huvudstaden Tegucigalpa. Antalet invånare är 6 353. Arean är 234 kvadratkilometer.
Terrängen i Vallecillo är kuperad österut, men västerut är den bergig.